# Alfred Mortier
Alfred Mortier, nato con il nome Alfred Mortje (Granducato di Baden, 9 giugno 1865 – Parigi, 24 ottobre 1937), è stato un giornalista, drammaturgo e traduttore francese.

## Biografia
Visse per molto tempo a Nizza, dove i genitori si trasferirono nel 1874, e, dopo aver frequentato il Lycée Masséna, studiò legge a Parigi. Si dedicò al giornalismo, al teatro, alla poesia (La vaine aventure, 1893, con cui esordì in veste di poeta simbolista) e alla musica. 
Collaborò con L'Eclaireur de Nice et du Sud-Est, quindi fondò Le Petit Monégasque, di cui fu il direttore per vari anni. Fu inoltre tra i fondatori del Mercure de France e, nel 1895, presidente-fondatore del Cercle Artistique a Nizza. Sua moglie Antoinette-Gabrielle de Faucanberge (1882- 1948), conosciuta col nome d'Aurel, fu autrice di poesie e romanzi e tenne un salotto letterario.
Autore di numerose pièces teatrali, esordì sulle scene con La fille d'Artaban (1896), un dramma moderno e realista. Realizzò commedie, su Pietro Aretino e Machiavelli, e tragedie in versi (Sylla, Penthésilée), prediligendo un tipo di teatro lirico, aristocratico, ma che nella forma classica fosse in grado di accogliere contenuti e sentimenti moderni.
Italianista, a lui si deve la prima traduzione in francese dell'opera di Ruzante, che peraltro contribuì a riscoprire — dietro segnalazione dell'amico Catulle Mendès —, realizzando sul padovano uno studio monografico e mettendo in scene alcune sue commedie; la passione per Ruzante lo spinse  inoltre a regalare alla città di Padova un busto in bronzo del poeta, che fu collocato presso i giardini pubblici dell'Arena. Gli studi di Mortier avrebbero spinto Benedetto Croce ad interessarsi all'opera di Ruzante.
Come traduttore, contribuì a divulgare oltralpe altri autori italiani, come Rosso di San Secondo, Fausto Maria Martini, Luigi Chiarelli, Ada Negri, Mario Sobrero.

## Opere
- La vaine aventure, 1894.
- La fille d'Artaban, 1896.
- Le temple sans idole, 1909.
- Marius vaincu, 1910.
- Sylla, 1913.
- Penthésilée, 1922.
- Ruzzante, 1925.
- Le souffleur de bulles, 1929.